# Corynoptera caustica
Corynoptera caustica är en tvåvingeart som beskrevs av Werner Mohrig och Roschmann 1996. Corynoptera caustica ingår i släktet Corynoptera och familjen sorgmyggor.
Artens utbredningsområde är Grekland. Inga underarter finns listade i Catalogue of Life.